# Zwarte zijdevliegenvanger
De zwarte zijdevliegenvanger (Phainopepla nitens) is een zangvogel uit de familie Ptiliogonatidae.

## Verspreidingsgebied
De zwarte zijdevliegenvanger komt voor in de Verenigde Staten van het midden van Californië en Zuid-Utah tot het midden van Mexico in het zuiden en telt 2 ondersoorten:
- P. n. lepida: de zuidwestelijke Verenigde Staten en noordwestelijk Mexico.
- P. n. nitens: van zuidelijk Texas tot het noordelijke deel van Centraal-Mexico.